# Francesca da Rimini (Tchaïkovski)
Pour les articles homonymes, voir Rimini (homonymie) et Francesca da Rimini (homonymie).
Francesca da Rimini, fantaisie symphonique d'après Dante en mi mineur (en russe : Франческа да Римини), op. 32, est un poème symphonique composé par Piotr Ilitch Tchaïkovski entre octobre et novembre 1876, pendant son séjour à Bayreuth. Il s’agit de l’opus 32, pratiquement contemporain du Lac des cygnes et des Variations sur un thème rococo pour violoncelle. La première exécution eut lieu à Moscou le 25 février/9 mars 1877 sous la direction de Nikolaï Rubinstein.

## L'œuvre
Francesca da Rimini fait partie des œuvres d’inspiration littéraire de Piotr Ilitch Tchaïkovski comme le ballet Le Lac des cygnes ou Roméo et Juliette, où la présence d'une femme au sort malheureux est l’héroïne. Il est inspiré par l’ouvrage de Dante Alighieri, la Divine Comédie, où, au cinquième chant de l'Enfer, l’héroïne tombe amoureuse du frère de son mari. L’époux délaissé les surprend et les tue tous les deux. On peut retrouver dans la partition une certaine identification du musicien avec Francesca et son destin.
En 1893, l'Université de Cambridge décerna à Tchaïkovski le degré honorable de Doctor of Music. D'autres compositeurs furent honorés aussi, tels que Camille Saint-Saëns, Max Bruch et Arrigo Boito ; Edvard Grieg était invité aussi mais ne put venir à cause de problèmes de santé. À Cambridge, Tchaïkovski conduisit la première exécution en Grande-Bretagne de son poème symphonique Francesca da Rimini. Tchaïkovski écrivit plus tard que l'auditoire reçut la pièce avec tant d'enthousiasme qu'elle éclipsa complètement la musique de Saint-Saëns dans le même programme.
La partition de Francesca da Rimini est dédiée à son ancien élève Sergueï Taneiev et son exécution dure environ vingt-cinq minutes. Karl Klindworth en fit un arrangement pour le piano à deux mains.

## Argument
L'œuvre commence par une longue introduction lente, presque chorale, censée décrire le paysage désolé de l'Enfer et plus particulièrement, le second cercle.
Soudain, un vent (fusées de cordes et de bois) commence à s'animer et à souffler : Dante est arrivé à l'enceinte où sont condamnées « les ombres charnelles ayant asservi la raison aux plaisirs des sens » dont le châtiment éternel est d'être sans cesse aspirées dans des tornades démoniaques qui les projettent violemment contre les parois de l'enceinte.
Tout à coup, une tornade en furie (avec des glaçantes fanfares de cuivres soutenues par le reste de l'orchestre) se déchaîne près de Dante qui aperçoit à travers la foule coupable et le vent déchaîné Francesca et son amant Paolo. Il les invite à le rejoindre pour qu'elle conte ses malheurs.
La tempête se calme peu à peu et Francesca narre son amour « coupable » : mariée à un homme brutal, elle chercha consolation auprès de son ami cher. Mais son mari survint au moment où il l'embrassait. Fou de colère, il assassina l'infidèle et son amant, qui pour avoir forfait au mariage, furent condamnés à ce terrible châtiment. Ce passage est décrit par de longues mélodies lyriques et une délicate orchestration, interrompues par le coup de poignard fatal.
Mais la tempête se lève de nouveau et aspire les deux amants maudits, avec une violence accrue. Dante, écrasé par le chagrin et par l'ouragan qui atteint une force infernale inouïe, s'évanouit « E caddi come corpo morto cade » tandis que Francesca et Paolo sont de nouveaux emportés vers leur supplice éternel, dans une ravageuse coda d'une terrifiante férocité.

## Structure
L'œuvre s'enchaîne en un mouvement :
- Andante lugubre (4/4)
- Più mosso. Moderato (superpositions et fondus-enchaînés de 12/8 et de 4/4)
- Allegro vivo (6/8, avec quelques alternances d'écriture en 3/4) en mi mineur
- Andante cantabile non troppo (4/4, quelques alternances avec 12/8, 12/8, puis retour en 4/4) en la mineur
- Allegro vivo - Poco più mosso (6/8, avec quelques alternances d'écriture en 3/4, ainsi qu'un ultime épilogue à 2/4) en mi mineur

## Orchestration
| Instrumentation de Francesca da Rimini                                                             |
| Cordes                                                                                             |
| 1 harpe, premiers violons, seconds violons, altos, violoncelles, contrebasses                      |
| Bois                                                                                               |
| 3 flûtes (la 3e prend le piccolo), 2 hautbois, 1 cor anglais, 2 clarinettes (en la), 2 bassons     |
| Cuivres                                                                                            |
| 4 cors (en fa), 2 cornets (en la), 2 trompettes (en mi), 3 trombones (2 ténors et 1 basse), 1 tuba |
| Percussions                                                                                        |
| 3 timbales, cymbales, grosse caisse, tam-tam                                                       |